# Notre-Dame des Larmes
Ne doit pas être confondu avec Vierge des Larmes.
Notre-Dame des Larmes (portugais : Nossa Senhora das Lágrimas) est l'une des invocations mariales attribuées à la Vierge Marie et qui trouve son origine dans les apparitions qu'aurait reçues sœur Amália de Jesus Flagelado, en 1930, dans la chapelle du couvent de l'Institut des Missionnaires de Jésus Crucifié, situé dans la ville de Campinas, dans l'État de São Paulo, au Brésil.
Cette dévotion s'est depuis cette date répandue dans différents pays du monde, diffusée par des groupes de fidèles catholiques. La dévotion à « Notre-Dame des Larmes » a été reconnue et autorisée par l'évêque de Campinas, mais aussi d'autres évêques dans différents pays. Cette dévotion consiste en une prière et un « chapelet » particuliers, transmis par la voyante.

## Historique
Amália Aguirre, religieuse à l'Institut des Sœurs Missionnaires de Jésus Crucifié sous le nom de sœur Amália de Jésus Flagellé déclare avoir des visions mystiques du Christ en 1929. L'année suivante, la religieuse se dit favorisée d'apparitions de la Vierge Marie qui sous le vocable de « Notre-Dame des Larmes », lui demande de prier particulièrement pour la conversion et le salut des pêcheurs,,.
La Vierge aurait demandé la réalisation d'un chapelet particulier dans le cadre de cette dévotion, ainsi que d'une médaille particulière avec sur une face la Vierge des Larmes, et sur l'autre le Christ lié (référence à un épisode de la Passion du Christ).
Très vite l'évêque du lieu autorise la dévotion à Notre-Dame des Larmes, et donne l’imprimatur à des ouvrages relatant des apparitions. Quelques autres évêques dans le monde donnent à leur tour l'autorisation pour une dévotion privée à la Vierge Marie sous ce titre.

## Description

### La représentation de la Vierge

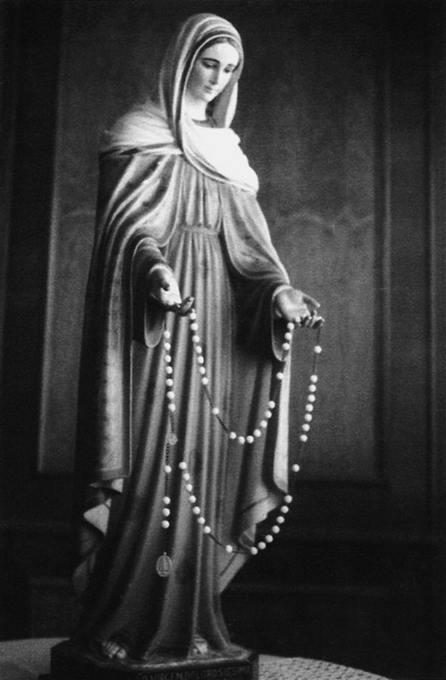
Statue originale de Notre-Dame des Larmes – Campinas.

La Vierge des Larmes est présentée sous un visuel relativement classique dans le catholicisme : debout, les mains ouvertes, portant une robe (ici de couleur saumon), un manteau bleu, et un grand voile blanc sur la tête qui descend largement sur les épaules. Dans ses mains, elle tient un chapelet qu'elle tend au fidèle.

### Le chapelet
Ce chapelet (parfois appelé « couronne » n'est pas le chapelet « habituel » utilisé par les catholiques, mais la « couronne » ou le « chapelet des Larmes », composé de sept groupes de sept perles blanches, destinées à réciter une prière particulière,.
Pour être précis :
- le chapelet débute par la médaille de Notre-Dame des Larmes (en lieu et place de la croix sur le chapelet traditionnel)
- suivent trois perles blanches
- puis une boucle de sept groupes de perles composés de sept perles blanches (proches) séparés par une perle solitaire.

Chacune de ces perles est destinée à une invocation particulière

### La médaille
Sur la médaille de Notre-Dame des Larmes est écrit le texte : « O Vierge très Douloureuse, Vos Larmes ont renversé l'empire infernal! ». Au verso, la médaille porte l'image de Jésus lié (en référence au Christ lié pendant sa Passion) avec les mots : « Par votre divine douceur, ô Jésus lié, sauvez le monde de l'erreur qui le menace ! ».

### Prière à la Vierge
La prière de la « couronne de Notre-Dame des Larmes » est récitée ainsi.
Prière d'ouverture
Nous voici à Vos pieds, ô très doux Jésus crucifié, pour vous offrir les larmes de celle qui vous a accompagné avec tant d'amour sur le douloureux chemin du Calvaire. Accorde-nous, ô bon Maître, de savoir profiter de la leçon qu'elles nous donnent, afin qu'en accomplissant Votre très sainte volonté sur la terre, nous puissions nous puissions un jour au ciel Vous louer pour toute l'éternité.
Sur les perles blanches (qui séparent les groupes de 7)
Voici, ô Jésus, les larmes de celle qui Vous a le plus aimé sur la terre et qui Vous aime le plus au Ciel.
Sur perles blanches (groupes de 7)
Mon Jésus, écoutez nos supplications par les larmes de Votre Très Sainte Mère.
A la fin, il est répété trois fois, sur les trois dernières perles blanches :

Voici, ô Jésus, les larmes de celle qui Vous a le plus aimé sur la terre et qui Vous aime le plus au Ciel.
Prière de clôture
Très Sainte Vierge et Mère des Douleurs, nous vous demandons de joindre vos prières aux nôtres, afin que Jésus, votre divin Fils, à qui nous nous adressons au nom de vos larmes maternelles, entende nos prières et nous accorde, avec les grâces que nous désirons, la couronne éternelle. Amen.
Invocation finales (à prier en contemplant et en embrassant la médaille)
"Par Votre mansuétude divine, ô Jésus lié, sauvez le monde de l'erreur qui le menace !"
"O Vierge très douloureuse, vos larmes ont renversé l'empire infernal !"

## Notoriété et influence
La dévotion autorisée dans le diocèse en 1931 se répand à l'étranger dès 1935 grâce à l'imprimatur obtenu pour la prière auprès de différents évêchés. Néanmoins, malgré un début rapide, l’extension de la dévotion semble marquer le pas dans les années suivantes.
En 2017, une association de fidèles catholiques est créée : l'Apostolat international de Notre-Dame des Larmes (pt). Celle-ci a pour but de diffuser les « messages d'Amour » reçus par la voyante Amália de Jesus Flagelado, à Campinas. Pour cela ils créent un site internet destiné à diffuser les « messages reçus par la voyante ». L'association procède également à la publication d'ouvrages destinés à faire connaitre et diffuser le culte de Notre-Dame des Larmes, ainsi que des objets de piété (médailles, images).

### Sources
- (pt) Cet article est partiellement ou en totalité issu de l’article de Wikipédia en portugais intitulé « Nossa Senhora das Lágrimas » (voir la liste des auteurs).